# Polizeiausbildung
Unter einer Polizeiausbildung versteht man in der Regel die Grundaus- und Weiterbildung von Polizisten. Die Ausbildung von Polizisten variiert in den verschiedenen Staaten stark, was auf das Verständnis der Polizei im jeweiligen Staat zurückzuführen ist. Dabei spielen mehrere Faktoren eine Rolle. Einen Einfluss haben unter anderem
- die Staatsform
- die Ausstattung der Polizei mit Geldern und Arbeitsmitteln
- die Trennung zwischen Polizei und Militär
- die verfassungsgemäße Rolle der Polizei
- die Stellung der Polizeibehörde innerhalb eines (Bundes-)Staates
- das Anstellungsverhältnis der Polizisten beim jeweiligen Dienstgeber.

## Voraussetzungen
Daraus resultieren auch die Anforderungen an den zukünftigen Polizisten. Teilweise werden Anforderungen an Vorbildung, Staatsbürgerschaft und körperliche Fitness gestellt, in manchen Fällen ist ein zwingendes Eintreten für das aktuelle Regierungssystem zur Verteidigung desselben unabdingbare Voraussetzung.

## Ausbildung
Mögliche Formen einer Ausbildung sind somit einerseits fundierte Ausbildungen ähnlich der in Deutschland, Österreich oder der Schweiz mit ausgeprägter rechtlicher Bildung und dem Eintreten für die Verfassung des jeweiligen Staates wie in den meisten europäischen Ländern (Frankreich, Großbritannien, Italien usw.) über ein Anstellungsverhältnis mit einer Ausbildungszeit von 6 Wochen bis zu 2 Jahren bei Staat, Land oder Kommune wie in den Vereinigten Staaten von Amerika (beispielsweise die Campus-Polizeien an Universitäten, Gemeindepolizeien, State Polices) bis hin zu einem kurzzeitigen Ausbildungsverhältnis mit anschließenden militärischen Aufgaben wie in Afghanistan oder dem Irak.
Ebenso spielt die Verwendung nach der Ausbildung eine Rolle. Hat ein Polizist nach der Ausbildung ausschließlich repräsentative Aufgaben (Verwendung in Musikkorps oder bei Empfängen) oder nimmt er Wachdienste wahr, erhält er ebenso eine andere Ausbildung wie beispielsweise fachkundige Beamte bei der Bekämpfung von internationaler Kriminalität. Dabei stellen diese Qualifikationen ähnlich wie in Deutschland Fortbildungen dar, diesen geht eine reguläre Ausbildung im Regelfall voraus.